# Very High Speed Digital Subscriber Line
Very High Speed Digital Subscriber Line (VDSL; die Abkürzung VHDSL gilt als veraltet) ist eine DSL-Technik, die wesentlich höhere Datenübertragungsraten über gebräuchliche Telefonleitungen liefert als beispielsweise ADSL oder ADSL2+. Wie alle DSL-Techniken benutzt auch VDSL für das letzte Stück der Übertragungsstrecke zum Kunden eine (verdrillte) zweiadrige Kupferleitung, welche im sogenannten Verzweigungskabel vom KVz (Kabelverzweiger) zum APL (Abschlusspunkt der Linientechnik) geführt ist.
Die Internationale Fernmeldeunion (ITU) hat derzeit zwei VDSL-Standards festgelegt: VDSL1 (ITU-T G.993.1) sowie VDSL2 (ITU-T G.993.2).

## Standards
Unter der Bezeichnung VDSL werden eine Reihe von DSL-Standards zusammengefasst.

### VDSL1
VDSL1 umfasst eine Reihe zueinander nicht kompatibler DSL-Techniken. Erreicht werden typischerweise Übertragungsgeschwindigkeiten von 52 Mbit/s in Empfangsrichtung (englisch Downstream) und 11 Mbit/s in Senderichtung (Upstream). Die nutzbare Übertragungsbandbreite sinkt mit der Länge der Anschlussleitung. Bereits bei 900 Meter Entfernung zur Vermittlungsstelle sinkt die Datenübertragungsrate auf 26 bzw. 5,5 Mbit/s und bei etwa 2000 Meter befindet man sich auf ADSL-Niveau. Aus diesem Grund darf der Abstand zwischen dem Anschluss des Teilnehmer-Endgerätes und der Vermittlungsstelle nicht zu groß werden.
In Großstädten dürfte aufgrund der Dichte der Vermittlungsstellen der größte Teil der Bevölkerung abgedeckt sein. In Kleinstädten mit nur einer Vermittlungsstelle wird es nur in einem festgelegten Radius für VDSL-Highspeed reichen. Größere Entfernungen zwischen Teilnehmer und Vermittlungsstelle erfordern Outdoor-DSLAMs. Die nutzerseitigen Anschlüsse der Vermittlungsstellen oder DSLAMs sind häufig bereits bestehende Telefonleitungen. Die netzwerkseitigen Anschlüsse der Vermittlungsstellen oder DSLAMs sind in der Regel Glasfaserkabel.
VDSL1 benutzt je nach Hersteller und verwendetem Bandplan bis zu vier Frequenzbänder. Als Leitungscode werden DMT oder QAM verwendet, die nicht kompatibel sind, aber eine vergleichbare Leistung bieten.
Außer für die Internet-Anbindung wird VDSL1 auch vereinzelt zur Verlängerung oder Kopplung von Ethernet-Netzwerken über vorhandene Kupferdoppeladern verwendet. In dieser Anwendung auch bekannt unter dem Namen 10BaseS (Infineon), vertrieben u. a. durch Cisco als Long Reach Ethernet (LRE).
Bisher haben Netzbetreiber in vielen Ländern den Einsatz von VDSL(2) erprobt. Anwendungen waren z. B. Video-on-Demand oder Fernunterricht.
Der VDSL1-Standard hat sich weltweit nicht in großem Stil durchsetzen können. Das kann damit zusammenhängen, dass VDSL1-DSLAMs eine nur geringe Signalreichweite besitzen und Möglichkeiten fehlen, bestimmte Anwendungen bei ihrer Übertragung zu priorisieren, was für die gleichzeitige Übertragung von Internet- und IPTV-Diensten obligatorisch ist. Größere Verbreitung mit mehreren Millionen Leitungen hat VDSL1 lediglich in Südkorea, Japan, USA und der Volksrepublik China erreicht. In Südkorea wurde ein nahezu flächendeckendes VDSL1-Netz aufgebaut. In den USA bieten Qwest, Verizon (FiOS) und AT&T (U-Verse) ihre Dienste auf unterschiedlicher Basis an: U-Verse ist ein FTTN-Angebot („Fiber to the Node“,  „Glasfaser bis zum Verteiler“; veraltete Bezeichnung: FTTC, „Fiber to the Curb“, „Glasfaser bis zum Bordstein“), das dem VDSL in Deutschland sehr ähnlich ist. Verizon bietet FiOS über „Fiber to the Home“ (FTTH) an, welches die Glasfaser direkt ins Haus holt und somit wesentlich längere Wege vom Verteilerkasten zurücklegen kann, aber auch wesentlich teurer in der Installation der Kabel bis zum Endverbraucher ist. Wie in Deutschland gibt es bis jetzt nur in wenigen Metropolenregionen FTTN- oder FTTH-Angebote, da die Kosten für die Installation sehr hoch sind. Dafür sind im Gegensatz zu Deutschland die monatlichen Kosten für FTTN/FTTH oft geringer, im Durchschnitt 29,25 US$ für eine 30/5-Mbit-Leitung.

### VDSL2

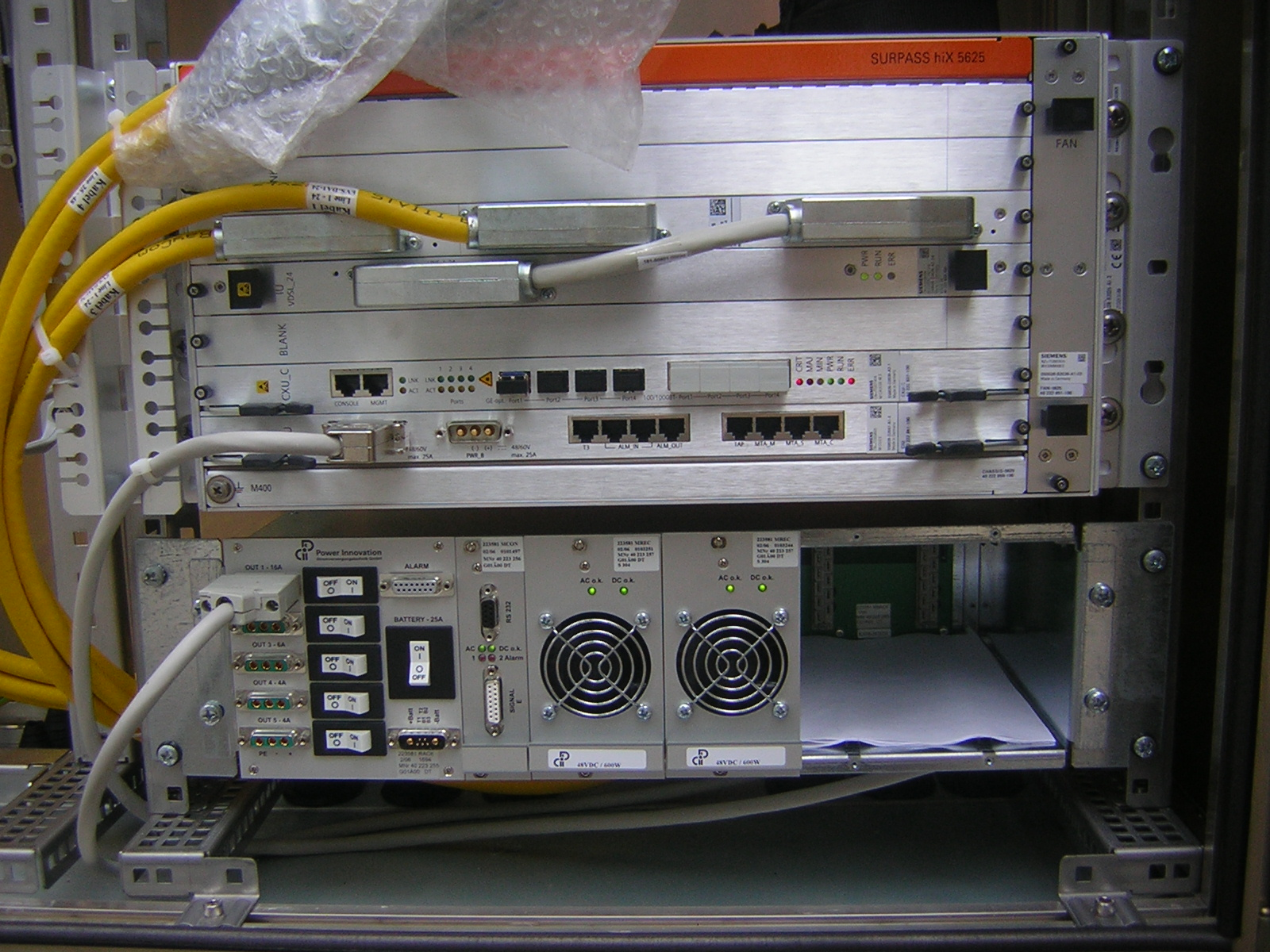
VDSL2-DSLAM von Nokia Siemens Networks
Technik: SURPASS hiX 5625 (5+1 Slots)

VDSL2 basiert auf dem Übertragungsverfahren Discrete Multitone (DMT) und bietet bei Grenzfrequenzen bis 35 MHz theoretisch erreichbare kombinierte Datenübertragungsraten bis zu 350 Mbit/s (Upstream + Downstream), bei sehr kurzer Kabelstrecke. Danach fällt die theoretisch erreichbare kombinierte Geschwindigkeit auf 100 Mbit/s bei einer Entfernung von 500 m und 50 Mbit/s bei 1000 m. Nach einer Entfernung von ca. 1600 m sind die Datenübertragungsraten vergleichbar mit denen von ADSL2+. Der VDSL2-Standard wurde im Frühjahr 2005 von der Internationalen Fernmeldeunion (ITU) verabschiedet. Der Standard selbst basiert auf dem bewährten ADSL2+-Standard und ist zu diesem vollständig abwärtskompatibel. Es werden allerdings statt den bei den verschiedenen ADSL-Varianten bis zu 512 Trägern wesentlich mehr Träger verwendet, die sich abhängig vom Bandplan auf Upstream und Downstream verteilen. Das bei höheren Frequenzen auftretende Übersprechen zwischen mehreren VDSL-Leitungen wurde durch eine im Vergleich zu ADSL geringere Leistung bei den meisten Bandplänen minimiert (14,5 dBm gegenüber 20,5 dBm). Zusätzlich wurden Möglichkeiten implementiert, gleichzeitig mehrere virtuelle Verbindungen über eine physische Verbindung zu realisieren, um so etwa IPTV-Daten priorisieren zu können.
VDSL sowie dessen Nachfolgestandard VDSL2 wurden mit dem Ziel entwickelt, sogenannte „Triple-Play-Dienste“ anbieten zu können. Darunter zu verstehen ist die Zusammenführung von klassischen Telefoniediensten in Form von Analog-/ISDN- beziehungsweise IP-Telefonie, breitbandigem Internet sowie IPTV.
Als Nachfolgestandard von VDSL2 wurde G.fast entwickelt.

#### Profile

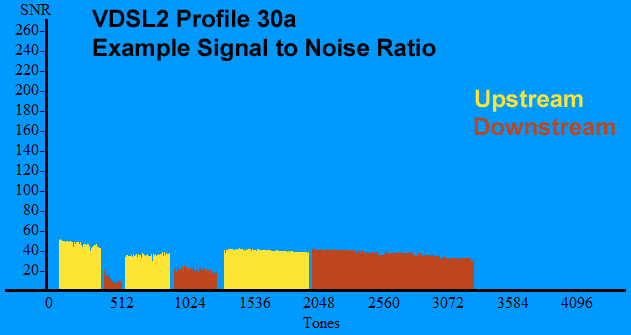
Anders als bei ADSL wechseln bei VDSL2 die Frequenzbänder für Up- und Downstream mehrfach ab, hier ein Profil 30a.

Der VDSL2-Standard sieht als eine wesentliche Neuerung acht unterschiedliche „Profile“ vor. In den Profilen ist unter anderem die jeweilige Grenzfrequenz, der Trägerabstand sowie die erzeugte Signalstärke festgelegt. Die unterschiedlichen Parameter für die einzelnen Profile sind der Grund dafür, dass die maximal erzielbaren Datenübertragungsraten von Profil zu Profil variieren. Ein weiteres neuntes Profil, das VDSL2-Profil 35b wurde im Januar 2015 von der ITU in der ITU-T G.993.2 Annex Q nachnormiert. Es wird auch herstellerabhängig als Super Vectoring oder Vectoring plus (V plus) bezeichnet.
| Profil | Band- breite (MHz) | Träger | Träger        | Über- tragungs- pegel | Datenrate (typ., bi- direktional1) |
| Profil | Band- breite (MHz) | Anzahl | Abstand (kHz) | Über- tragungs- pegel | Datenrate (typ., bi- direktional1) |
| ------ | ------------------ | ------ | ------------- | --------------------- | ---------------------------------- |
| 08a    | 08,832             | 2047   | 4,3125        | +17,5 dBm             | 066 Mbit/s                         |
| 08b    | 08,832             | 2047   | 4,3125        | +20,5 dBm             | 066 Mbit/s                         |
| 08c    | 08,5               | 1971   | 4,3125        | +11,5 dBm             | 066 Mbit/s                         |
| 08d    | 08,832             | 2047   | 4,3125        | +14,5 dBm             | 066 Mbit/s                         |
| 12a    | 12                 | 2782   | 4,3125        | +14,5 dBm             | 090 Mbit/s                         |
| 12b    | 12                 | 2782   | 4,3125        | +14,5 dBm             | 090 Mbit/s                         |
| 17a    | 17,664             | 4095   | 4,3125        | +14,5 dBm             | 150 Mbit/s                         |
| 30a    | 30                 | 3478   | 8,625         | +14,5 dBm             | 300 Mbit/s                         |
| 35b    | 35,328             | 8191   | 4,3125        | +17,0 dBm             | 400 Mbit/s                         |

1 bidirektionale Datenübertragungsrate bedeutet die Übertragungsrate vom Upstream plus die vom Downstream. Die Aufteilung dieser Bandbreite auf Up- und Downstream hängt vom verwendeten Profil, vom Bandplan und vom Annex ab.

#### Bandplan
Zusätzlich zum Profil muss ein Bandplan vorgegeben werden, der die Verschachtelung der einzelnen Upstream- und Downstreamkanäle ineinander sowie die Freihaltung eventuell weiter genutzter Frequenzbänder für POTS oder ISDN regelt. Es existieren unterschiedliche Bandpläne für nordamerikanische, europäische und asiatische Netze. Eng mit dem Bandplan verbunden ist die PSD-Maske (Power Spectral Density). Diese Maske begrenzt die Sendeleistung des VDSL2-Modems auf bestimmten Frequenzen. Ziel ist es vor allem, die „friedliche“ Koexistenz von ADSL, ADSL2, ADSL2+ sowie VDSL2 sicherzustellen. Des Weiteren sieht der Standard vor, bestimmte Frequenzbereiche unter den Pegel von −80 dBm/Hz zu dämpfen, um die Frequenzbänder für Amateurfunk zwischen 1,8 und 29,7 MHz zu schützen. Die Netzbetreiber wählen ein oder mehrere Profile, einen entsprechend dem Einspeisepunkt zugelassenen Bandplan sowie ein Profil für eine PSD-Maske für den jeweiligen Port.

## VDSL in Europa

### Deutschland

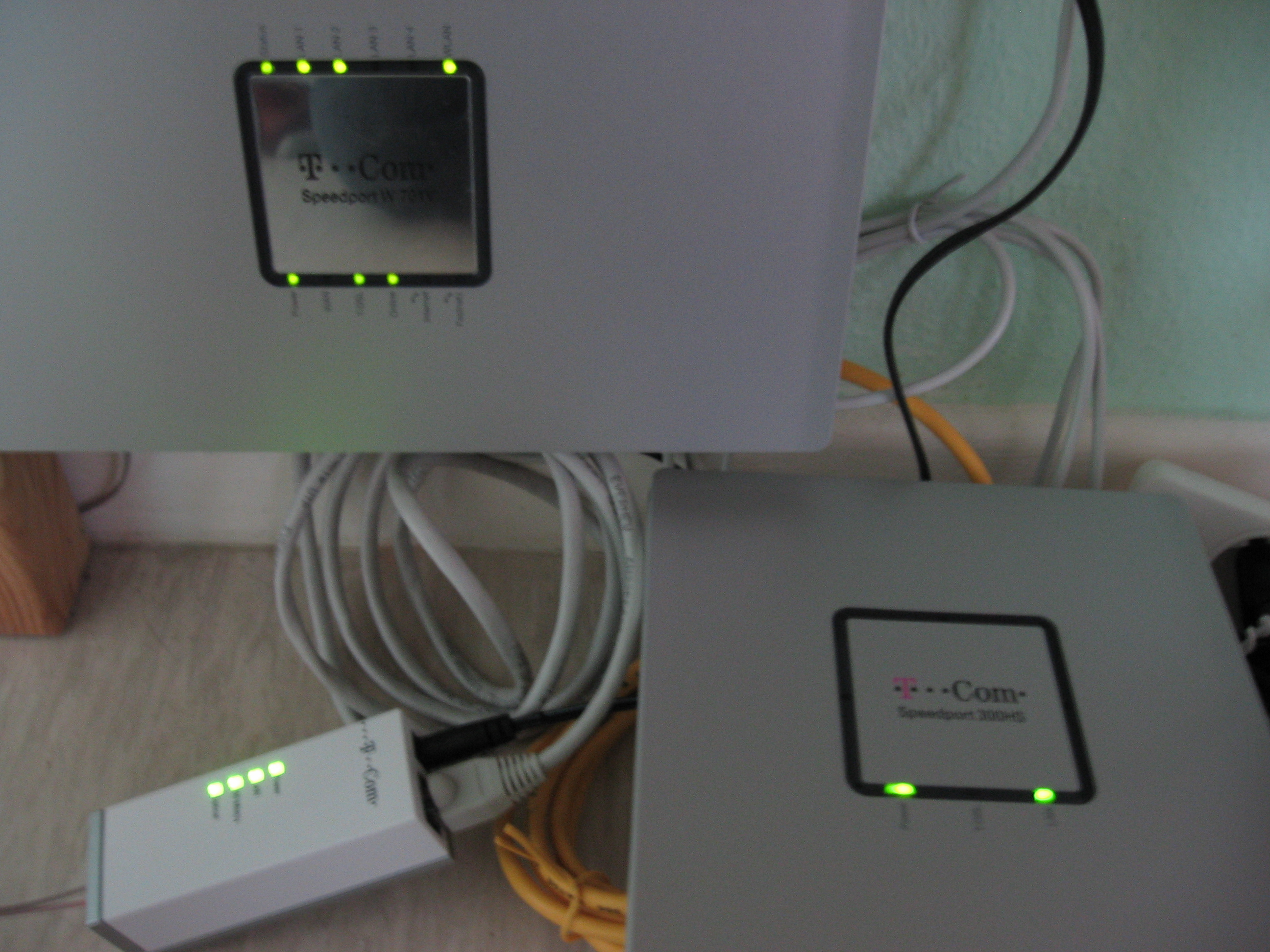
Telekom-Endgeräte zur Markteinführung von VDSL: VDSL-Modem Speedport 300HS (unten rechts) als Erweiterung am Router Speedport W 701V (oben links)

Basierend auf dem VDSL2-Chipsatz Vinax von Lantiq baut die Deutsche Telekom seit dem Frühjahr 2006 ein VDSL2-basiertes Verteilernetz auf. Der Fortschritt und die Erfahrungen mit einem Netz dieser Größenordnung werden von vielen ausländischen Netzbetreibern mit großem Interesse beobachtet, da diese ebenfalls den Aufbau VDSL2-basierter Netze planen. Die durch VDSL2 bereitgestellte Datenübertragungsrate reicht aus, um Triple-Play-Angebote bereitzustellen. Diese ermöglichen es, mit Hilfe von VDSL2 als Übertragungsverfahren sowohl Internetdaten, Internettelefonie als auch Fernsehprogramme (IPTV) in HDTV-Qualität zu übertragen. Die klassische Festnetztelefonie wird, wie auch bei ADSL-Anschlüssen, auf derselben Leitung in einem anderen Frequenzbereich übertragen. Um gegenseitige Störungen der Festnetz-Telefonie- und der VDSL-Signale zu verhindern, wurden VDSL2-Splitter auf Kunden- und Netzbetreiberseite eingesetzt. Mittlerweile stellt die Telekom ihre (V-)DSL Anschlüsse auf VoIP um, sodass der Einsatz eines Splitters entfällt. Neue Ausbauten ab ca. Ende 2013 haben daher keine Möglichkeit mehr, Anschlüsse über die neu ausgebauten Outdoor-DSLAMs mit ISDN/POTS zu realisieren. Dies führt unter anderem dazu, dass gewisse Geschäftskundentarife in diesen Bereichen nicht buchbar sind. Erklärtes Ziel der Telekom ist es, alle alten VDSL-Outdoor-DSLAMs, welche noch Splitter besitzen, bis Ende 2018[veraltet] auf VoIP-Technik umzustellen, um Vectoring zu aktivieren. Anschlüsse, welche auf „Indoor“-VDSL basieren, werden bis auf weiteres kein Vectoring erhalten können.
Seit dem 17. Oktober 2006 bietet die Deutsche Telekom AG in ihrem Festnetz-Geschäftsbereich T-Home VDSL2-Anschlüsse in den zwölf größten deutschen Ballungszentren an, wobei ursprünglich bis Ende 2007 etwa 35 weitere Städte folgen sollten. Darüber hinaus sind VDSL2-basierte Produkte mittlerweile auch in vielen kleineren Städten und Gemeinden nutzbar. In diesen Ausbaugebieten entfällt jedoch bis auf weiteres der kostspielige FTTN-Ausbau mit Outdoor-DSLAMs. Es werden lediglich die Hauptverteiler-Standorte mit Indoor-VDSL2-DSLAMs ausgestattet und an das IPTV-Konzentrationsnetz angebunden, sodass dort ein erheblicher Teil der Teilnehmer aufgrund der hohen Leitungsdämpfungen längerer Anschlussleitungen nicht mit den seinerzeit von der Telekom vermarkteten VDSL2- und ADSL2+-Profilen und den darauf basierenden Triple-Play-Angeboten erreicht werden kann. Im Rahmen der neuen Strategie von T-Home, seit dem 6. August 2007 IPTV-Dienste auch in städtischen Gebieten ohne Outdoor-DSLAM-Ausbau anzubieten, wurden in vielen weiteren Städten die Hauptverteiler (Ortsvermittlungsstellen) mit IPTV-DSLAM-Linecards ausgestattet und an das IPTV-Konzentrationsnetz angebunden („Indoor-VDSL2-DSLAM-Ausbau“) In einem Umkreis von bis zu 1 km um die Hauptverteiler können Teilnehmer in diesen Städten IPTV-Pakete von T-Home auf VDSL2-Basis buchen, in einem Umkreis von etwas über 1,5 km um die ans IPTV-Netz angebundenen Hauptverteiler werden IPTV-Pakete auf ADSL2+-Basis vermarktet. Ein weitreichender VDSL2-Flächenausbau im gesamten Stadtgebiet mittels Outdoor-DSLAMs war zu Beginn, bis auf in den 50 T-Home-Entertain-Städten, nicht vorgesehen. Derzeit (Stand 2013/2014) rüstet die Telekom jedoch vermehrt einige Anschlussbereiche auf eigene Kosten mit Outdoor-DSLAMs aus.
Seit der Novelle des Telekommunikationsgesetzes (TKG) werden VDSL-Internetzugänge der Deutschen Telekom von der Marktregulierung ausgenommen. Dies hängt aber noch davon ab, ob die neue Teilnehmeranschlussleitung-Übertragungstechnik von der Bundesnetzagentur als zuständiger Regulierungsbehörde als „neuer Markt“ eingestuft wird. Die Novelle wurde am 30. November 2006 vom Bundestag und am 15. Dezember 2006 vom Bundesrat verabschiedet. Die Europäische Kommission (EU-Kommission) hat bereits am 27. Juni 2007 beschlossen, Deutschland aus diesem Grund wegen Vertragsverletzung zu verklagen. Das Gesetz ist auch innerhalb Deutschlands umstritten. Unter anderem haben sich bereits die parlamentarische Opposition und die Wettbewerber der Deutschen Telekom kritisch dazu geäußert. Obwohl das Gesetz streng genommen auf den gesamten Telekommunikationssektor zutrifft, ist auf absehbare Zeit eine Anwendung nur bei der Deutschen Telekom denkbar, weshalb das Gesetz auch „Lex Telekom“ genannt wird.
Vom 4. bis zum 30. Juni 2009 und seit September 2009 kann VDSL bei der Telekom auch ohne IPTV, d. h. als Double-Play-Angebot für Internet und Telefonie, telefonisch und online bestellt werden. Zu Beginn war dies ausschließlich online möglich. Erste derartige Anschlüsse wurden im August 2009 realisiert. Die ersten Telekommunikations-Reseller, welche auf Breitband-Vorleistungen der Deutschen Telekom aufbauen, haben bereits VDSL2-basierte Produkte in ihr Angebot aufgenommen. Seit September 2009 bietet 1&1 den Dienst an. Auch bei der Telekom besteht seit dem 8. September 2009 wieder die Möglichkeit, VDSL 25 und VDSL 50 als Tarifkombination „Call & Surf Comfort VDSL“, also ohne Bündelung mit den Entertain-Paketen (IPTV), zu bestellen.
Aber auch Provider wie Vodafone, Telefónica Germany, DNS.net, 1&1 und Congstar und einige lokale Provider wie z. B. wilhelm.tel, NetCom BW und willy.tel in Hamburg bieten in Deutschland VDSL2 an. Die Nutzung ist in den Regionen möglich, in denen die Telekom das Ortsnetz schon ausgebaut hat.

#### Outdoor-DSLAM-Ausbau in den großen Ballungsgebieten

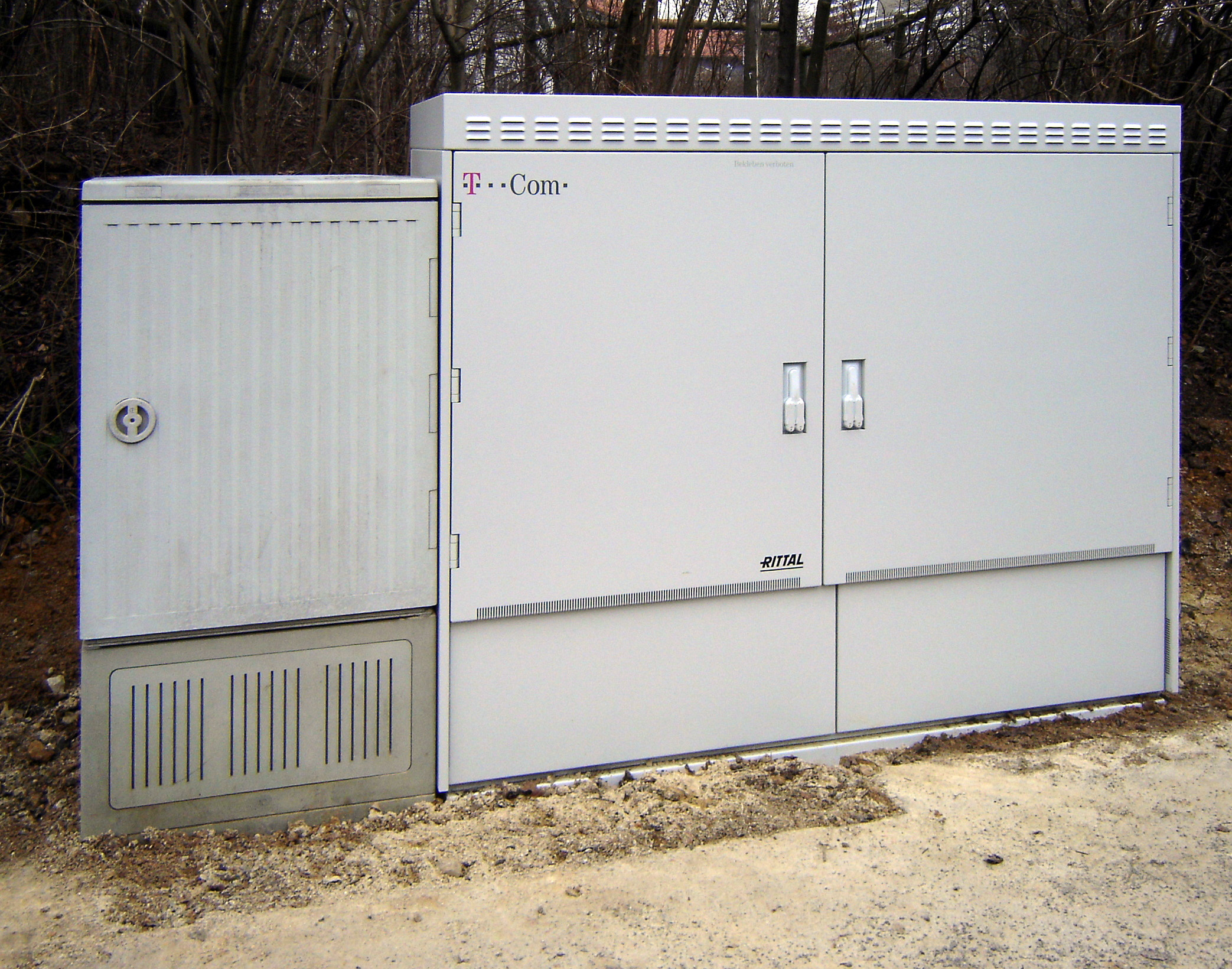
Klassische Kabelverzweiger-Bauform: hier als Breitbandkabel-Verstärker (Lüftungsschlitze im Sockel) (links), neuer VDSL2-basierter Outdoor-DSLAM (rechts)

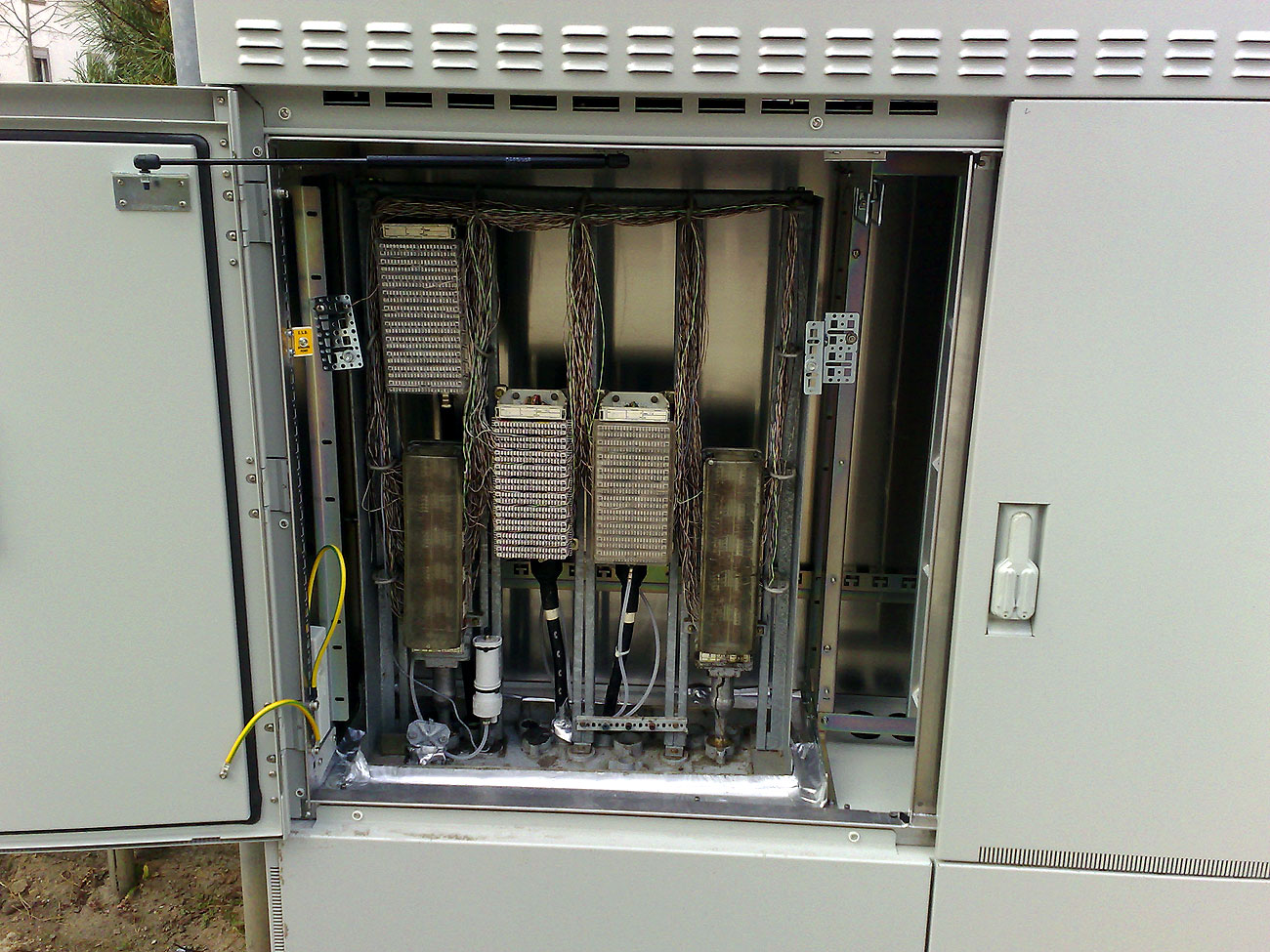
Anschlussfeld für Kupferkabel in einem Outdoor-DSLAM

Seit dem Frühjahr 2006 wurden die Kabelverzweiger mit Outdoor-DSLAMs überbaut (→ Abbildung). Allgemein werden mit Hilfe der Kabelverzweiger, die rein passive, d. h. stromlos betriebene Verteiler sind, die letzten Meter des Anschlusskabels aus der Vermittlungsstelle zu den jeweiligen Kundenanschlüssen in den Häusern bzw. Wohnungen verteilt. Je nach den Gegebenheiten vor Ort wurden nun die bisherigen Kabelverzweiger durch die neuen, wesentlich größeren Multifunktionsgehäuse ersetzt oder die neuen Gehäuse in unmittelbarer Nähe zu den bestehenden Kabelverzweigern aufgebaut. In den Multifunktionsgehäusen befindet sich unter anderem die neue VDSL2-Hardware (DSLAMs, Linecards, Splitter) mit dazugehöriger Stromversorgung und aktiver Kühlung. Über Leerrohre aus dem Erdreich werden die Kupferanschlusskabel, Strom sowie Glasfaserkabel, die die Verbindung zum Internet-Backbone und den IPTV-Diensten bereitstellen, zugeführt. Ein Outdoor-DSLAM kann je nach Ausbaustufe bis zu 408 Kundenanschlüsse („Ports“) bedienen. Erweiterungen bei größerer Nachfrage sind normalerweise möglich, meistens wurden im Rahmen des Ausbaus zusätzliche Reserve-Glasfasern verlegt, die bei Bedarf in Betrieb genommen werden können.
Im Rahmen des Ausbaus wurden nicht alle Kabelverzweiger überbaut, von denen in größeren Städten mehrere tausend existieren. Eine gewisse Zahl an Kabelverzweigern, die nicht überbaut wurden, werden über sogenannte „Querkabel“, das heißt herkömmliche Kupferkabelbündel von meist wenigen hundert Meter Länge, an die neuen DSLAMs angebunden. Kunden, die an diese nicht überbauten Kabelverzweiger angeschlossen sind, können damit in der Regel auch die neuen Hochgeschwindigkeitsanschlüsse erhalten, wenngleich sich durch die Querkabelverbindung auch die Entfernung und damit die gesamte Kabellänge zum DSLAM erhöht, was sich negativ auf die erzielbare Maximalgeschwindigkeit auswirken kann.
Als Alternative bietet sich für Kunden, deren Anschluss sich in unmittelbarer Nähe zu einer Ortsvermittlungsstelle befindet, eine Versorgung mit VDSL2-basierten-Diensten durch sogenannte „In-House-DSLAMs“ an, die sich direkt in der Ortsvermittlungsstelle befinden.
Die Deutsche Telekom nutzt in ihren Netzen nach aktuellem Kenntnisstand bei kurzer Entfernung des Kundenanschlusses vom In-House-/Outdoor-DSLAM ausschließlich die Profile „17a“ und „35b“, früher auch „8b“. In Abhängigkeit von der zu erzielenden Geschwindigkeit beträgt die maximale Distanz zwischen DSLAM und Kundenanschluss nach Angaben der Telekom etwa 550 bis 850 Meter. Es wurden im VDSL2-Netz der Telekom Anschlüsse mit asymmetrischen Übertragungsgeschwindigkeiten von 25/5 Mbit/s sowie 50/10 Mbit/s (Downstream/Upstream) angeboten. Berücksichtigt werden muss dabei jeweils der Zustand der Kupferleitungen, z. B. der Adernquerschnitt, Vorhandensein von Stichleitungen, Korrosion, et cetera. Diese Parameter haben Einfluss auf die maximal zu erzielende Geschwindigkeit.
Ziel des Ausbaus in den großen Ballungsräumen ist es, die DSLAMs so weit wie möglich in der Nähe der Anschlusspunkte in den Wohnungen zu platzieren. Diese Outdoor-DSLAMs sind selbst über eine Gigabit-Ethernet-Leitung an einen GbE-Aggregation-Switch angeschaltet. Von hier wird der Verkehr über weitere Aggregationsstufen dem BRAS (und darüber dem IP-Backbone) sowie der IPTV-Diensteplattform zugeführt. Die letzten Meter vom DSLAM zum Kundenanschluss überbrückt jedoch, wie bisher üblich, das klassische Kupferkabel. Diese Art des Netzausbaus ist unter der Bezeichnung „FTTN“ bekannt. Bei jeder Synchronisierung des VDSL2-Modems können in Abhängigkeit vom aktuellen Leitungszustand höhere oder niedrigere Geschwindigkeiten innerhalb des definierten Datenratenkorridors erzielt werden. In der Regel befinden sich die VDSL2-DSLAMs jedoch genügend nah an den jeweiligen Hausübergabepunkten, sodass unter normalen Umständen relativ hohe Geschwindigkeiten am oberen Ende des Korridors zu erzielen sind.

##### VDSL-Vectoring
Mit VDSL2-Vectoring (G.993.5) ist es möglich, Geschwindigkeiten von bis zu 100 Mbit/s im Downstream und von bis zu 40 Mbit/s im Upstream für eine größere Anzahl an Kunden als bisher bereitzustellen. Anhand laufender Messungen der Störsignale und Kompensation dieser lässt sich die Beeinflussung durch Übersprechen reduzieren. Die Deutsche Telekom hat am 19. Dezember 2012 Antrag auf eine Regulierungsverfügung für VDSL2-Vectoring an die Bundesnetzagentur gestellt. Am 9. April 2013 wurde das Genehmigungsverfahren mit einer vorläufigen Entscheidung erfolgreich abgeschlossen, sodass mit dem Ausbau begonnen werden konnte. Im Frühjahr 2014 wurde im Vorwahlbereich 06122 (Teile von Hofheim am Taunus und Wiesbaden) VDSL2-Vectoring im Pilotbetrieb getestet. Seit dem 28. August 2014 wird Vectoring in den ersten Gebieten genutzt.

### Österreich
In Österreich wird seit November 2009 VDSL2 von A1 (damals Telekom Austria) unter dem Namen A1 Glasfaser Power (früher Gigaspeed) angeboten. Hier werden vor allem ländliche Gebiete zuerst angebunden, da in den größeren Städten bereits Alternativen verfügbar sind. Angeboten werden bis zu 100 MBit/s Empfangsrate („download“) und bis zu 20 MBit/s Senderate („upload“). In der Regel werden allerdings in Abhängigkeit von der Leitungsqualität nur deutlich geringere Bandbreiten erreicht.
Seit September 2010 können auch alternative Betreiber VDSL2 via Vermittlungsstelle (VDSL@CO) ihren Kunden anbieten. Silver Server war ab September 2010 der erste alternative Provider für VDSL2 in Wien und Linz.
Die Outdoor-DSLAMs von A1 (ehem. Telekom Austria) werden als Access Remote Unit (Abk. ARU) bezeichnet, diese erkennt man daran, dass an der Tür rechts oben „ARxxxx“ (xxxx = Eindeutige Kennung) steht. Diese ARUs werden mit Glasfaser angebunden (→ FTTC).

### Luxemburg
In Luxemburg wird seit Oktober 2011 VDSL2 von der Post Luxembourg mit FTTH unter dem Namen „LuxFibre“ angeboten. Hierbei werden FTTN und FTTH gemeinsam vermarktet, was für den Verbraucher nicht immer offensichtlich ist.

### Schweiz
Als einzige Anbieterin betreibt Swisscom seit 2006 ein nationales VDSL2-Netz. Zu Beginn wurde VDSL ausschließlich zum Betrieb des IPTV-Dienstes Swisscom TV (damals Bluewin TV) angeboten. Erst ein paar Monate später konnten die Kunden auch einen Internet-Service auf VDSL-Basis beziehen. Das Netz wird seitdem laufend ausgebaut und weist bis heute eine sehr große Abdeckung und Portdichte auf.
Sowohl DSLAMs von Huawei als auch von Alcatel Lucent sind im Einsatz. Seit dem Anfang des Ausbaus wurde das FTTN-Konzept verfolgt und tausende Quartierverteiler neu- und umgebaut. Seit Ende 2013 baut Swisscom die DSLAMs noch näher zu den Endkunden um die Kupferleitungslängen noch mehr zu verkürzen. Dazu wird das FTTS-Konzept realisiert und die kleinen, wasserdichten DSLAMs micro-CANs unterirdisch in den Kabelschächten installiert. Damit werden die Leitungslängen vom DSLAM zum Endkundenmodem auf unter 200 m verkürzt. Huawei liefert die Ausrüstungen dazu.
Swisscom schaltet für sämtliche IP-basierten Dienste bevorzugt VDSL und migriert bestehende ADSL-Anschlüsse wenn möglich ebenfalls.
Zurzeit werden Bitraten von bis zu 100 Mbit/s Downstream, 25 Mbit/s Upstream geschaltet, vorwiegend rate adaptive. Zum Einsatz kommen je nach Leitungslänge die Spektrum-Profile 8b, 12a und 17a.

### Großbritannien
In Großbritannien ist der größte Anbieter für VDSL die BT Group. Das Unternehmen veranlasste eine Testphase für VDSL in Muswell Hill im Norden von London, unter der Verwendung der FTTC-Technik. Die Testphase verlief erfolgreich, weshalb die Belieferung unter dem Banner von NGA (Next Generation Access) in ausgewählten Orten in Großbritannien begann. Ursprünglich bot die Telecom mit der neuen Technik 40 Mbit/s Empfangs- und 10 Mbit/s Senderate, abhängig von der Entfernung vom jeweiligen DSLAM. Ab 2012 wurden die Datenübertragungsgeschwindigkeiten allerdings verdoppelt. Neben dieser Entwicklung werden weitere Tests mit der FTTP-Technik (Fibre to the Premises) geführt, welche, obwohl teurer und komplexer zu implementieren, Empfangsraten von bis zu 110 Mbit/s liefern kann und von der angenommen wird, dass sie zukunftssicherer sein soll als FTTC. Mittlerweile wurde dieser Verfahren auf maximal 330 Mbit/s Empfangs- und um 30 Mbit/s Senderate verbessert. Seit 2011 ist die British Telecom nicht der einzige Anbieter für VDSL. Andere kleine Anbieter (wie z. B. Rutland telecom, ask4 oder Ripwire) bieten VDSL-Dienste mit regionaler Reichweite. Die dabei genutzte Technik entspricht der FTTC (Fibre to the curb), wobei der letzte Abschnitt über bestehende Verdrahtung läuft.

## VDSL in Nordamerika

### USA
In den Vereinigten Staaten von Amerika gibt es mehrere Anbieter, die sich nicht nur auf einzelne Regionen oder Staaten beschränken. Zahlreiche Regionalanbieter stehen ebenfalls zur Verfügung. CenturyLink versorgt Denver, Salt Lake City, Boise, Phoenix, Seattle, Omaha, Minneapolis, Des Moines, Las Vegas, Fayetteville und die umliegenden Regionen dieser Städte mit FTTN VDSL. Die Ratenstruktur von Centurylink erreicht 40 Mbit/s im Downstream und 20 Mbit/s im Upstream (Stand: 2013).
AT&T ist Anbieter von Internet- und Fernsehdiensten über VDSL in einigen Regionen unter dem Markennamen U-verse. Die Dienste basieren auf FTTN, obwohl in manchen Bereichen auf FTTP zurückgegriffen wird.
Verizon ist Anbieter des FiOS-Produkts in einigen Metropolen und bietet bis zu 300 Mbit/s im Downstream. Der Service basiert auf FTTP und üblicherweise wird CAT5e Ethernet (bzw. MoCA) verwendet, um den Datenservice im Haus zu verteilen. Allerdings wird dies auch in Mehrfamilienhäusern praktiziert, wo die Verbindung über CAT5e oder Coax für individuelle Benutzer oftmals nicht zielführend ist.

### Kanada
In den städtischen Gegenden wird VDSL von MTS in Manitoba, SaskTel in Saskatchewan, Lightspeed, WestNet und Nucleus in Alberta und British Columbia, Bell Internet, Nexicom, Acanac und TekSavvy in Ontario und von Bell Internet und Telus in Québec angeboten.